# Empoli
Empoli är en stad och kommun i storstadsregionen Florens, innan den 31 december 2014 provinsen Florens, i regionen Toscana i Italien. Staden ligger cirka 30 kilometer sydväst om Florens. Kommunen hade 48 795 invånare (2018) och gränsar till kommunerna Capraia e Limite, Castelfiorentino, Cerreto Guidi, Montelupo Fiorentino, Montespertoli, San Miniato och Vinci.

## Idrott
I staden finns fotbollslaget Empoli FC.